# Portugiesische Badmintonmeisterschaft 1957
Die Portugiesische Badmintonmeisterschaft 1957 fand in Lissabon statt. Es war die zweite Austragung der nationalen Titelkämpfe in Portugal.

## Titelträger
| Disziplin    | Sieger                           |
| ------------ | -------------------------------- |
| Herreneinzel | Joaquim Pereira                  |
| Dameneinzel  | Lezita Chaves                    |
| Herrendoppel | Ramiro Correia Alberto Fernandes |
| Damendoppel  | Alzira de Sousa Josefina Praça   |
| Mixed        | Alberto Fernandes Lezita Chaves  |